# Gryf Szczecin (amp futbol)
Gryf Szczecin – polski klub ampfutbolowy, w latach 2015–2016 występujący w Amp Futbol Ekstraklasie, wicemistrz w sezonie 2015.

## Historia występów w Amp Futbol Ekstraklasie
| Sezon | Pozycja          | M                | W                | R                | P                | G+               | G-               |
| ----- | ---------------- | ---------------- | ---------------- | ---------------- | ---------------- | ---------------- | ---------------- |
| 2015  | /4               | 12               | 6                | 1                | 5                | 20               | 32               |
| 2016  | 4/5              | 20               | 3                | 2                | 15               | 17               | 54               |
| 2017  | nie brał udziału | nie brał udziału | nie brał udziału | nie brał udziału | nie brał udziału | nie brał udziału | nie brał udziału |
| 2018  | nie brał udziału | nie brał udziału | nie brał udziału | nie brał udziału | nie brał udziału | nie brał udziału | nie brał udziału |
| 2019  | nie brał udziału | nie brał udziału | nie brał udziału | nie brał udziału | nie brał udziału | nie brał udziału | nie brał udziału |
| suma  | suma             | 32               | 9                | 3                | 20               | 37               | 86               |